# Арнштадт, Руди
Руди Арнштадт (нем. Rudi Arnstadt; 3 сентября 1926, Эрфурт — 14 августа 1962, Гайза) — восточногерманский пограничник, застреленный западногерманским пограничником Хансом Плюшке, пытавшимся перебраться через границу ГДР и ФРГ. Его смерть стала частью серии жестоких убийств четырёх пограничников, к которым были причастны западные немцы.

## Биография

### Довоенная жизнь
Известно, что Арнштадт работал ранее литейщиком, в ГДР он служил командиром роты пограничных войск. Был женат, воспитывал двоих детей и жил с семьёй в Гайзе (район Визенфельд).

### Обстоятельства гибели
14 августа 1962 года командир патруля Эберсбах наблюдал за пограничниками ФРГ, которые распивали алкогольные напитки. После получаса наблюдения Эберсбах заметил, что капитан пограничных войск ФРГ направился в сторону границы, перебрался через контрольную полосу и подошёл совсем близко к посту капитана Арнштадта.
Арнштадт вышел из укрытия и потребовал от перебежчика немедленно покинуть территорию ГДР совершив при этом предупредительный выстрел в воздух, но тот в ответ открыл огонь, пустив Руди пулю в лоб над правым глазом и смертельно ранив капитана. Нападавший тут же скрылся. Командир патруля Эберсбах, однако, не решился выстрелить, поскольку посчитал, что это может быть простой провокацией со стороны ФРГ.

### Похороны
Руководство ГДР возвело погибшего Арнштадта в ранг национального героя. Он был похоронен на мемориальном кладбище в Эрфурте, а в его честь были названы множество школ и культурных центров.

## Расследование
Убийцей оказался 23-летний Ханс Плюшке, капитан пограничных войск ФРГ. На допросах он заявлял, что никого не провоцировал и что действовал в пределах самообороны: по его словам, в него и его товарищей сначала стреляли без предупреждения, а потом попытались захватить в заложники. По версии ГДР, пограничники из Западной Германии попытались незаконно перейти границу и устроить очередную провокацию, а капитан Арнштадт сделал только предупредительный выстрел в воздух и ни в кого не стрелял: сослуживцы Арнштадта подтвердили этот факт.
МИД ГДР подал ноту протеста и потребовал выдать преступника, однако Западная Германия проигнорировала требования, поскольку там опасались, что над Плюшке учинят самосуд. Долгое время его скрывали от общественности и даже поменяли его личные данные по программе защиты свидетелей.

## Последствия
15 марта 1998 года Ханс Плюшке был убит на автотрассе B84 неизвестными в 10 км от Визенфельда. Труп был обнаружен в 70 метрах от автомобиля. Плюшке получил пулю над правым глазом, в том же месте, куда был смертельно ранен и Арнштадт. Убийство осталось нераскрытым, несмотря на бросающуюся в глаза версию о мести за смерть Арнштадта.